# Ciudades sin límites
Ciudades sin límites (en francés: Villes sans límites; en inglés: Unlimited Cities) son aplicaciones y métodos destinados a facilitar la implicación de la sociedad civil en las transformaciones urbanas. Unlimited Cities DIY es una actualización Open Source [de Código Abierto] de la aplicación enlazada con Nueva Agenda Urbana de la Conferencia "Hábitat III" de las Naciones Unidas.

## Uso

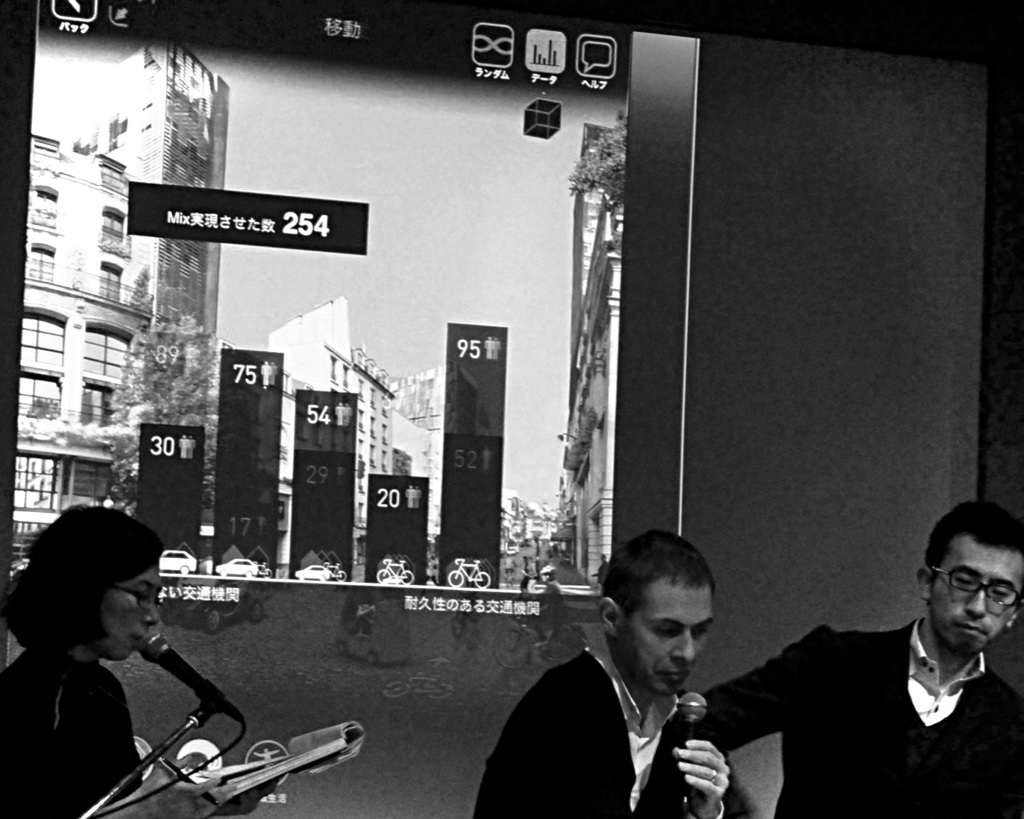
Presentación del protótipo Unlimited Cities PRO. Por Alain Renk y Daisuke Sugawara, arquitectos. 2016.

Se trata de aplicaciones a usarse sobre artefactos móviles (tabletas y teléfonos inteligentes) con las cuales las personas pueden expresar sus puntos de vista en cuanto al acondicionamiento de un vecindario antes de que los profesionales esbocen los desarrollos futuros. "A través de una interfaz sencilla, éstos constituyen una representación realista de sus expectativas para un sitio determinado. Por ello juegan deslizando seis cursores: densidad urbana, naturaleza, movilidad, vida en el barrio, tecnología digital, creatividad/arte en la ciudad. Diseñado por la agencia de planificación urbana UFO en asociación con el gabinete de arquitectura y de urbanismo HOST, la aplicación por un lado proporciona información a los desarrolladores principales de un proyecto urbano antes de que empiecen, y por otro lado hace que la gente se cuestione sobre sus deseos de diseño y que así se apropien del proyecto por hacer.”. 
El método Unlimited Cities permite a la sociedad civil actuar y co-construir con profesionales los desarrollos urbanos sin estar sujetos a soluciones predeterminadas por expertos y autoridades públicas.
Según uno de los creadores, el arquitecto urbanista Alain Renk: "El futuro de la ciudad y de las metrópolis no reside tanto en lo técnico, poético, solitario e imaginario que se encuentran en la ciencia-ficción del novelista francés Julio Verne como en las capacidades ofrecidas por las mediaciones digitales de imaginar, representar y compartir conocimientos de manera abierta, las cuales permiten, a través de la inteligencia colectiva, tener en cuenta estilos de vida menos estandarizados y jerarquizados, considerar una creatividad más libre, circuitos de diseño y de fabricación más cortos, economías circulares y en última instancia una preservación de los bienes comunes.".

## Historia
El proyecto emana en 2002 en las reuniones internacionales ArchiLab de Orleans, con la publicación del libro llamado Construire la Ville Complexe? (¿Construir la Ciudad Compleja?) publicado por Jean Michel Place, un editor conocido en el mundo de la arquitectura. Luego, en el año 2007 con una investigación con simuladores digitales de ecosistema urbano sobre el Plan 
Construction Architecture du Ministère du développement durable (Plan Construcción Arquitectura de la Secretaría francesa de desarrollo sostenible). Una entrevista cruzada de Alain Renk con el sociólogo Marc Augé examina las posibilidades ofrecidas por los simuladores para hacer funcionar la inteligencia colectiva. 
En 2009, la agencia HOST, responsable de la creación de la Civic-Tech UFO, obtuvo la acreditación de los polos de competitividad Cap digital y Advancity para montar el programa de investigación colaborativa UrbanD, destinado a establecer las bases teóricas y técnicas de software colaborativos para la evaluación y la representación de la calidad de vida urbana para las decisiones. Este programa de 3 años (desde los principios de 2010 hasta los finales de 2012) sirvió de base para la creación de las aplicaciones " Unlimited Cities  ", y un presupuesto de 800 000 €  fue necesario para llevarlo a cabo, el cual fue financiado a 50% por subsidios del Fondo Europeo de Desarrollo Regional (FEDER).
En junio de 2011 una versión beta de Unlimited Cities PRO se presenta en París en el festival Futur en Seine con ensayos en situación real con los visitantes, luego, se exhibe en Tokio en noviembre y en Río de Janeiro en diciembre del mismo año.
El 2 de octubre de 2012, el primer despliegue operativo se lleva a cabo por el Ayuntamiento de Rennes·:  “Hicimos las primeras pruebas en la zona de los afueras de la estación de tren TGV de Rennes y de la demolición de la prisión, y descubrimos que los usuarios, al construir lo que querían, por ejemplo, se olvidaban rápidamente de su resistencia a la densidad urbana y desarrollaban proyectos urbanos que a menudo iban en contra de ideas preconcebidas. La gente rechaza a menudo la idea de densidad urbana y edificios altos, pero la aceptan tan pronto como la pueden adaptar a sus propias lógicas.".

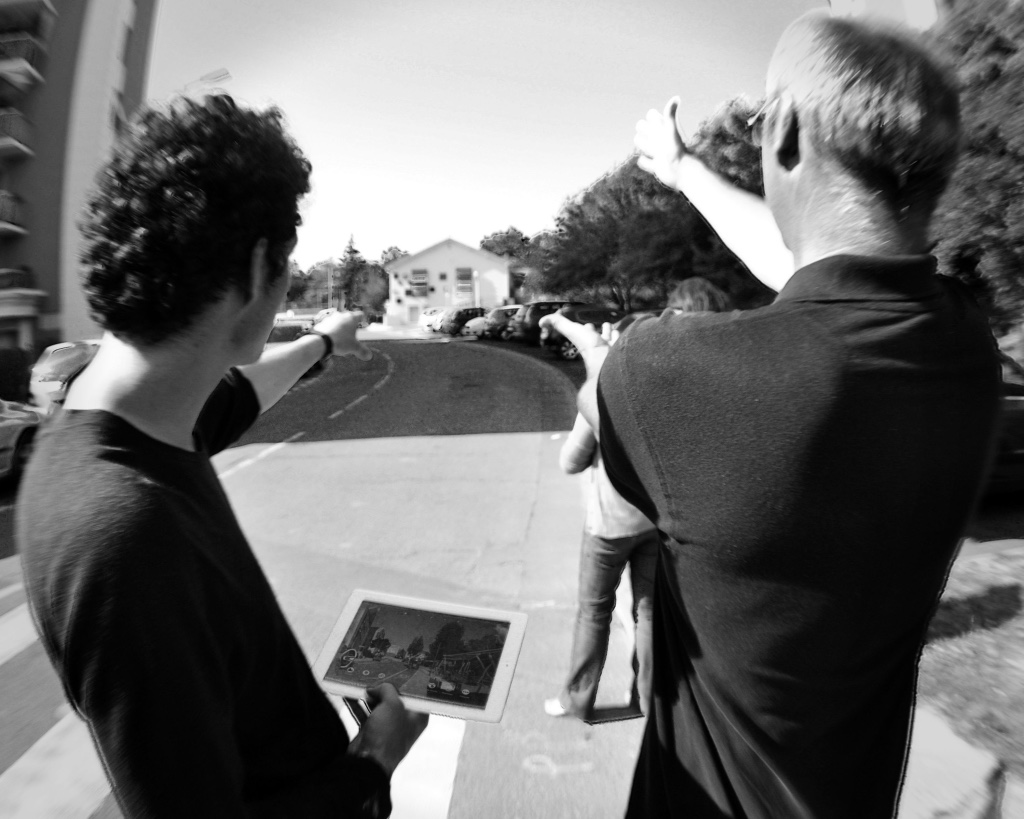
Francia, ciudad de Montpellier, barrio de La Pompignane, junio de 2013. Mediación con Unlimited Cities PRO. Habitantes con JM Bourgogne, director ciudad numérica Montpellier y Martin Cahen, diseñador del Strate.

Luego, la herramienta se implementa en junio de 2013 en Montpellier. En seguida, en junio, julio y agosto en Évreux, donde UFO trabajó en la reconversión del antiguo Hospital Saint-Louis, ubicado en el centro de la ciudad·.
En junio de 2015, en Grenoble. La aplicación se utiliza para imaginar, con la población, unas soluciones para hacer más visible la oferta de transporte. Es una manera diferente de trabajar. Ya no se voltea uno solamente hacia los planificadores, pero se le pregunta directamente a la gente del lugar para conocer su opinión, su visión de las cosas. El objetivo es, obviamente, incrementar el uso de los autobuses, pero también lograr la satisfacción de la gente con el dispositivo implementado. ».
Las primeras ciudades que utilizan Unlimited Cities PRO llaman la atención por la capacidad de los mediadores de solicitar a la gente en la calle, a menudo de manera sorpresiva, con una tableta que seduce por su lado lúdico. Al estar presentes en los barrios durante varias semanas, en el lugar en donde las personas viven y trabajan, el número de participantes es mucho mayor (más de 1 600 personas en Evreux) que en los métodos de consulta convencionales donde se batalla para lograr que la gente vaya a los lugares asignados para tal. Estos logros despiertan el interés de algunos investigadores que se ponen a analizar unos cambios de posturas en los profesionales urbanos y en los ciudadanos: ¿podemos hablar de un renacimiento de la democracia participativa? ¿Son engañosas las imágenes perteneciendo al hiperrealismo o al contrario son accesibles a todo tipo de personas? ¿Permite la dimensión de Open-Source que los datos recogidos y su accesibilidad en tiempo real participen en la edificación de confianza entre expertos y no expertos? El método es el tema de varios artículos científicos· y recibe varios galardones en Francia, así como el Premio Open Cities de la Comisión Europea.

## La versión Open-Source de Unlimited Cities DIY y la conexión con la conferencia Habitat III de las Naciones Unidas
Unas primeras solicitudes se hicieron inicialmente en Río en 2011 para que las asociaciones puedan utilizar el software en las favelas, y luego sucesivamente en África, América del Sur y la India. En paralelo asociaciones y colectivos en Europa deseaban también tener plena libertad para implementar el dispositivo de planificación urbana colaborativa de forma independiente en sus territorios, sin tener necesidad de más financiación que el apoyo de los usuarios. 
En junio de 2013 la Civic-Tech UFO presentó en el festival Futur en Seine el prototipo Unlimited Cities DIY: una actualización gratuita, fácil de implementar y de código abierto. Las presentaciones de la versión beta se suceden una tras otra entonces: septiembre de 2013 Nantes para el simposio Ecocity, en noviembre de 2013, Barcelona en la ceremonia de entrega del premio Open Cities, Rennes en enero de 2014 para una reunión en el Instituto de Urbanismo, Le Havre en marzo de 2014 en una conferencia de Urbanismo de colaboración, Londres en mayo de 2014 en el simposio franco-británico sobre Smart-Cities, Berlín para el Open Knowledge Festival en julio de 2014, Hyderabad, en la India a principios de octubre de 2014, para el Congreso Metropolis, Wuhan en China a finales de octubre de 2014 para la conferencia de la ecociudad chino-francesa de Caiden, Wroclaw en 2015 en el marco del Hacking of the Social Operating System, Lyon en septiembre de 2015 en la conferencia anual de la Federación nacional de las Agencias de Urbanismo y muchos otros talleres que confirmaron solicitudes recurrentes por una versión Open Source fácil de implementar. 

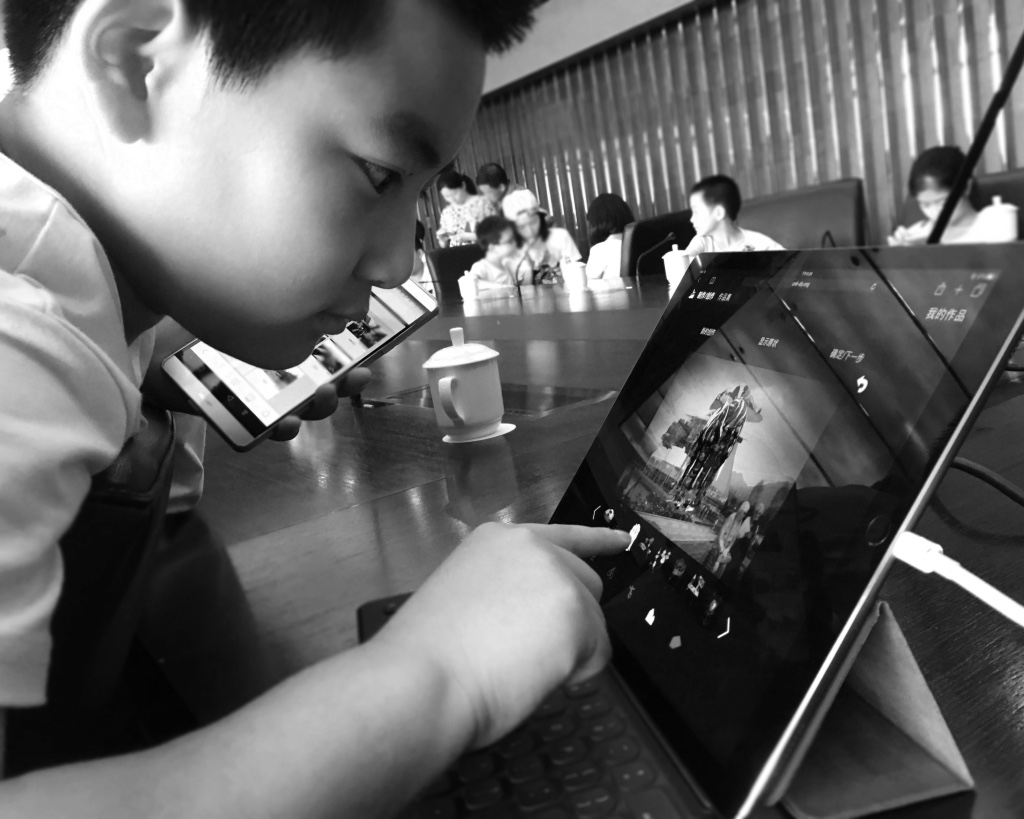
China, ciudad de Wuhan, afueras de Huashan, mayo de 2016. Co-concepción con Unlimited Cities DIY. Niños del proyecto Natur, arquitectos: Mu Wei, Sam Cho et Yu Hui.

2016 marcó una fuerte aceleración de la expansión de la versión Open Source debido a que varios talleres prácticos se organizaron con las universidades de Lyon en abril para rediseñar el campus de la Escuela Central (proyecto Wikibuilding-campus), y luego otra vez en China varias conferencias y el uso del software con agricultores (proyecto Wikibuilding-Village), con niños (proyecto Wikibuilding Natur), y con estudiantes y profesores de la Universidad de Wuhan HUST.
Los primeros contactos entre la agencia de ONU-Hábitat y el software Unlimited Cities DIY se llevan a cabo en octubre de 2014 en Hyderabad con el programa City Resilience Profiling Program y luego en Barcelona en 2015. La conexión se concretiza en la siguiente Conferencia Hábitat III. Celebradas cada veinte años, las conferencias Hábitat organizadas por la ONU forman una caja de resonancia que acelera la consideración de las principales temáticas urbanas en las políticas públicas. Este año 2016, el documento preparatorio de la Conferencia Hábitat III en Quito pone de manifiesto la necesidad de hacer evolucionar la planificación urbana hacia una construcción llevada en conjunto con la sociedad civil. La organización sin fines de lucro "7 Milliards d’urbanistes (7 mil millones de planificadores urbanos)" estará presente en Quito para introducir el software de código abierto Unlimited Cities DIY a los delegados de los 197 países miembros para lograr que la planificación urbana colaborativa se ponga a disposición del mayor número posible de personas.

## Reconocimientos y galardones
- En 2015, el proyecto Wikibuilding diseñado para el futuro Paris Rive gauche está preseleccionado en el marco del concurso "Reinventer París.".[17]
- Galardonado 2013 del Printemps du numérique (Rural TIC)
- Galardonado 2013 de los Territoires innovants (Los interconectados)
- Galardonado 2013 de los Open Cities Awards (Comisión europea)
- Galardonado 2011 de la licitación al proyecto Futur en Seine (Cap digital)
- Nominado 2011 del premio Prix de la croissance verte numérique (Acidd)
- Selección 2010 de los Carrefours Innovations&Territoires (CDC)

## Publicaciones
- Créer virtuellement un urbanisme collectif por Julie Nicolas y Xavier Crépin, Le Moniteur - N°5813, abril de 2015.
- L’urbanisme collaboratif, expérience et contexte por Nancy Ottaviano, Coloquio GIS Participación.
- Clément Marquet, Nancy Ottaviano y Alain Renk, « Pour une ville contributive », Urbanisme dossier "Villes numériques, villes intelligentes?", otoño 2014, p. 53-55.
- L’appropriation de la ville par le numérique por Clément Marquet : tesis en curso, Instituto Mines Telecom.
- Et si on inventait l’enquête d’imagination publique? por Sylvain Rolland, La Tribune hors-série Grand-Paris.
- Villes sans limite, un outil pour stimuler l’imagination publique por Karim Ben Merien y Xavier Opige, Les Cahiers de l’IAU idf
- Wikibuilding : l’urbanisme participatif de demain ? por Ludovic Clerima, Explorimmo, 2015
- (Inglés) Alain Renk, « Urban Diversity: Cities Of Differences Create Different Cities » http://www.worldcrunch.com/impact-smarter-cities/urban-diversity-cities-of-differences-create-different-cities/impact-architecture-urban-planning-sustainability/c15s14019/#Uwcu815oxHJ, en WorldCrunch.com, 12 de noviembre de 2013 (consultado el 28 de mayo de 2016)
- Philippe Gargov, « Samsung et son safari imaginaire : l’urbanisme collaboratif is now mainstream » http://www.pop-up-urbain.com/lurbanisme-collaboratif-is-now-mainstream/, sur pop-up-urbain.com, http://pop-up-urbain.com/ 21 de diciembre de 2012 (consultado el 13 de junio de 2016)
- programa de radio del 8 de julio de 2011 Qu’est-ce que la ville numérique ? : Le champ des possibles, France Culture, 2011